# Калель, Хосе Освальдо
Хосе Освальдо Калель Сис (исп. José Oswaldo Calel Sis; род. 8 августа 1998, Сан-Кристобаль-Верапаc, Альта-Верапас) — гватемальский легкоатлет, специалист по спортивной ходьбе. Выступал на профессиональном уровне в конце 2010-х — начале 2020-х годов, чемпион Центральной Америки, победитель и призёр ряда крупных международных стартов, участник летних Олимпийских игр в Токио.

## Биография
Хосе Освальдо Калель родился 8 августа 1998 года в городе Сан-Кристобаль-Верапас департамента Альта-Верапас, Гватемала.
Первого серьёзного успеха в лёгкой атлетике на международном уровне добился в сезоне 2018 года, когда вошёл в состав гватемальской сборной и выступил на домашнем чемпионате Центральной Америки в Гватемале, где в зачёте ходьбы на 20 000 метров превзошёл всех соперников и завоевал золотую награду.
В 2019 году в дисциплине 20 км выиграл домашний чемпионат Центральной Америки по спортивной ходьбе в Гватемале, в дисциплине 10 000 метров победил на центральноамериканском чемпионате в Манагуа и стал серебряным призёром на молодёжном первенстве Северной Америки, Центральной Америки и Карибского бассейна (NACAC) в Керетаро. На международных стартах в Ласаро-Карденас и Ла-Корунье занял 29-е и 50-е места соответственно.
В 2020 году в ходьбе на 20 км получил серебро на чемпионате Гватемалы, взял бронзу на международном старте в Сан-Херонимо.
В 2021 году на международном старте в Ла-Корунье пришёл к финишу восьмым, установив при этом свой личный рекорд на дистанции 20 км — 1:20:35. Выполнив олимпийский квалификационный норматив (1:21:00), удостоился права защищать честь страны на летних Олимпийских играх в Токио — здесь в программе 20 км показал время 1:26:55, расположившись в итоговом протоколе соревнований на 30-й строке.
В 2022 году в 20-километровой ходьбе выиграл бронзовые медали на чемпионате Центральной Америки в Сан-Сальвадоре и на международном турнире в Дудинце, занял 19-е место на международном старте в Ла-Корунье, показал 27-й результат на чемпионате мира в Орегоне.